# Oxkällan
Oxkällan este o arie protejată (arie specială de conservare — SAC, sit de importanță comunitară — SCI) din Suedia întinsă pe o suprafață de 0,21 ha, integral pe uscat.

## Localizare
Centrul sitului Oxkällan este situat la coordonatele 59°44′45″N 17°27′23″E / 59.7457°N 17.4564°E.

## Înființare
Situl Oxkällan a fost declarat sit de importanță comunitară în iunie 2001 pentru a proteja un număr necunoscut de specii din flora spontană și fauna sălbatică aflate în arealul zonei. Situl a fost protejat și ca arie specială de conservare în martie 2011.

## Biodiversitate
Situată în ecoregiunea boreală, aria protejată conține 1 habitat natural: Izvoare fino-scandinave și mlaștini produse de izvoare bogate în minerale.
La baza desemnării sitului se află un număr nedeclarat de specii protejate.